# Французский консулат
Консула́т (фр. Consulat) — период в истории Франции, во время которого власть в стране фактически принадлежала Наполеону Бонапарту, но юридически его власть была различным образом ограничена. Продолжался с 9 ноября 1799 (18 брюмера VIII года, когда Бонапартом был совершён государственный переворот) по 18 мая 1804 (когда Наполеон был провозглашён императором).
Подразделяется на три периода:
- Временное консульство (9 ноября — 24 декабря 1799 года)
  - Учреждение Исполнительной консульской комиссии (Сьейес, Роже Дюко, Бонапарт).
  - Возвращение во Францию Карно, Лафайета и других влиятельных эмигрантов.
  - Окончательное замирение Вандеи.
  - Разработка и принятие Конституции VIII года.

- Десятилетнее консульство (25 декабря 1799 — 2 августа 1802)
  - Бонапарт становится первым консулом со всей полнотой власти. Вторым и третьим консулами с правом совещательного голоса становятся Камбасерес (1753—1824) и Шарль Франсуа Лебрен (1739—1824).
  - Избрание членов Сената и Государственного совета.
  - Репрессивные меры против печати.
  - Учреждение префектур и административная реформа.
  - Разгром Австрии и упрочение власти Бонапарта.
  - Покушение на Бонапарта 3 нивоза IX года и изгнание республиканцев.
  - Зачистка трибуната и Законодательного корпуса от враждебных Бонапарту элементов.

- Пожизненное консульство (2 августа 1802 — 17 мая 1804)
  - Принятие Конституции X года.
  - Формирование пышного императорского двора.
  - Создание почётного легиона.
  - Репрессии против соперников Бонапарта — Кадудаля, Пишегрю, Моро; убийство герцога Энгиенского.
  - Амьенский мир с Великобританией и подготовка к новой войне.
  - Принятие Кодекса Наполеона.
  - Установление империи.

## Установление консулата
После переворота 18 брюмера во главе французского государства встала временная коллегия из трёх консулов (Бонапарт, Сийес, Роже-Дюко). На двух комиссиях из членов Советов Пятисот и Старейшин лежала обязанность составить новую конституцию. Консулы (а точнее, консул Бонапарт, так как именно в его руках находилась главная опора нового режима — армия) действовали с авторитарной решительностью. Париж отнёсся к перевороту совершенно спокойно, не выразив ничем своего недовольства, словно давно ожидая подобного хода событий; в провинции кое-где протестовали некоторые лица из провинциальной магистратуры, но протест не был силён. Французская и даже заграничные биржи отнеслись к новому правительству с полным доверием; вместо обычного в подобных случаях понижения биржевых ценностей, они в самые дни 18 и 19 брюмера начали повышение французских 5 % государственных ценностей, перед переворотом с трудом продававшихся по 7 франков за 100. Повышение продолжалось с колебаниями в течение всех следующих месяцев и достигло в конце 1800 года 44 франков. 20 брюмера состоялось постановление об изгнании из Франции 34 якобинцев, вскоре, однако, отменённое. В многочисленных заявлениях нового правительства говорилось о его верности принципам революции; был подтверждён официальный статус республиканского календаря; оставлен в силе декрет об эмигрантах, «которых отечество навсегда извергает из своей среды». Чтобы доказать своё миролюбие, консулы обратились к Англии и Австрии с мирными предложениями.
К 22 фримера VIII года комиссии, вырабатывавшие конституцию, закончили свои работы; проект Сиейса был переделан согласно с желаниями Бонапарта, являющегося главным автором конституции. Де-факто это была полумонархическая конституция, сохранявшая лишь ширму народовластия. Основной закон, вручая верховные исполнительные полномочия трём консулам, назначал на 10-летний срок первым консулом — Бонапарта, вторым — Камбасереса и третьим (на 5-летний срок) — Лебрена. Первый консул получал, прямо или в слегка завуалированной форме, право назначать на все государственные должности, не исключая членов законодательного корпуса, трибуната, государственного совета и сената (см. Конституции французские). Конституция должна была быть подвергнута народному голосованию (плебисциту); это являлось почти единственным проявлением народного суверенитета.
При подаче голосов народом не допускались прения; голосование было открытое. 3 011 000 голосов было подано за конституцию, только 1 562 против неё; за голосовала почти вся парижская интеллигенция, профессора разных учебных заведений, художники, адвокаты, в том числе немало бывших монтаньяров. Новый порядок был введён в действие ещё до плебисцита, которому подвергалась конституция уже действовавшая. Вся власть отныне была в руках Бонапарта. Он сформировал министерство, в которое вошли Талейран в качестве министра иностранных дел, Люсьен Бонапарт (министр внутренних дел), Фуше (министр полиции).

## Расцвет консульства во Франции
Задача Бонапарта была трудной. Предстояло создать почти совершенно заново все управление, восстановить финансы, находившиеся в крайне запутанном положении, при полном отсутствии кредита, и как-нибудь покончить со второй коалицией. Одной из первых мер Бонапарта было запрещение, 27 нивоза VIII года (17 января 1800 года), «на время войны», 60 политических периодических изданий в Париже; сохранены были всего 13, и то с подчинением министру полиции и с угрозой запрещения в случае появления в них статей, «не обнаруживающих должного уважения к социальному порядку, к народному суверенитету, к славе армии… и к державам, дружественным республике, хотя бы эти статьи были извлечением из иностранных журналов»; появление новых журналов было поставлено в зависимость от предварительного разрешения. Полицейские преследования политических противников отличались при консульстве (как впоследствии при империи) крайней грубостью.
Подавляя, таким образом, все проявления политической свободы, Бонапарт энергично проводил в жизнь положительную часть своей программы. Она состояла в создании твёрдой, крайне централизованной власти, в покровительстве промышленности, особенно земледелию, в примирении с новым порядком вещей всех тех элементов старого общества, которые только могут с ним примириться (в особенности церкви), в улучшении финансов. Законом 28 плювиоза VIII года (17 февраля 1800 года) «о разделении территории и администрации» сохранено и упрочено разделение Франции на департаменты и введено новое деление на округа (arrondissements). Во главе департамента поставлен назначаемый правительством префект; при нём учреждены совет префектуры и генеральный совет, и те, и другие назначаемые правительством из предлагаемых избирателями списков департаментских нотаблей (избиратели избирали из своей среды одну десятую часть лиц, являвшихся коммунальными нотаблями; эти последние из своей среды тоже одну десятую — то есть на всю Францию около 50 000 человек — департаментских нотаблей, из коих и замещались департаментские должности). В округах при супрефектах состояли тоже назначаемые правительством окружные советы. В городах городским хозяйством должны были заведовать назначаемые мэры.
Таким образом все управление сверху донизу делалось строго централизованным, возвращаясь вполне к дореволюционным временам; префекты занимали место интендантов старой монархии, но были облечены гораздо более реальной властью и действовали под гораздо более действительным контролем центрального правительства. 18 марта 1800 года состоялся закон о судебной организации Франции, проникнутый теми же стремлениями. 7 февраля 1801 года этот закон, ввиду роялистского покушения на жизнь Бонапарта, был пополнен законом об особых трибуналах для всех случаев, когда правительство сочтёт необходимым направить дело в порядке исключительной подсудности. Важным законодательным актом был гражданский кодекс 1804 года, впоследствии (1807) переименованный в кодекс Наполеона (Code Napoléon); за ним уже во время империи последовали кодексы гражданского и уголовного судопроизводства (1806), торгового права (1807), уголовных законов (1810); во всех этих законодательных актах было довольно строго проведено созданное революцией равенство перед законом и уничтожены остатки феодализма. Гражданский кодекс допускал развод по простому желанию супругов, но очень расширял в семье власть мужа и отца, безусловно подчиняя ей жену и детей; незаконным детям запрещалось отыскивать отца. В области уголовного права Наполеоновское законодательство безусловно возвращалось к дореволюционным традициям, щедро рассыпая смертную казнь, восстанавливая такие наказания, как отсечение отцеубийцам перед казнью правой руки, клеймение плеча, приковывание к каторжникам тяжёлого ядра; эти наказания были окончательно отменены лишь в 1832 году.
В 1801 году при содействии правительства было основано общество поощрения национальной промышленности. Значительно улучшены пути сообщения как сухопутные, так и речные; закон об охране лесов XI года спас их от нерасчётливого истребления. 7 нивоза VIII года (25 декабря 1799) церковные здания были возвращены церкви; 15 июля 1801 года заключён с папой Пием VII конкордат, в силу которого законом 18 жерминаля Χ года (8 апреля 1802) восстановлена государственная церковь во Франции; епископы должны были назначаться первым консулом, но получать утверждение от папы; последней важной в этом направлении мерой, принятой уже при империи, была отмена республиканского календаря и восстановление календаря христианского (1 января 1806 года). Католическая церковь настолько примирилась с новым порядком вещей во Франции, что папа согласился венчать Наполеона на царство. Впоследствии отношения их вновь испортились, так что папа отлучил Наполеона от церкви.